# Hel·làdic
Hel·làdic o període hel·làdic és un terme arqueològic modern per a referir-se a la seqüència de períodes que caracteritzen la cultura dins del continent europeu a l'antiga Grècia durant l'edat del bronze. Aquest terme es fa servir en arqueologia i història de l'art. Tracta de complementar dos termes paral·lels, civilització ciclàdica (en el mar Egeu), i civilització minoica (a l'illa de Creta), ambdues aproximadament contemporànies de l'hel·làdic.

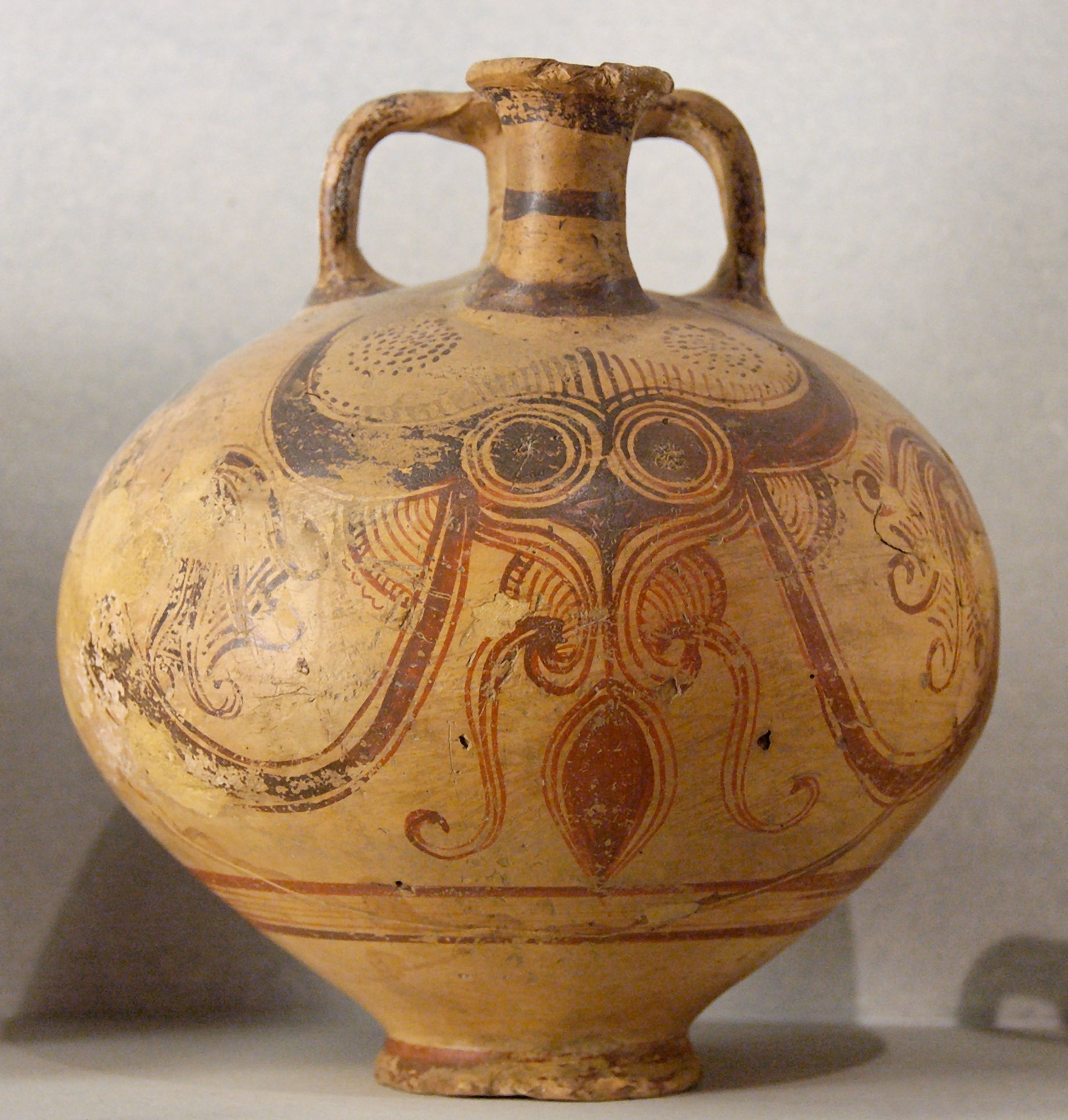
Ceràmica decorada amb un pop, Rodes, hel·làdic recent III C1, cap a 1200-1100 aC

 Aquest esquema s'aplica principalment a la seva ceràmica. Típicament, només se'n poden obtenir datacions relatives. Els tres termes, hel·làdic, ciclàdic i minoic, es refereixen a la ubicació d'origen; hi havia comerç entre les zones, amb la qual cosa es pot trobar, per exemple, minoics mitjans a les Cíclades, sense que això signifiqui que es puguin classificar com a ciclàdics mitjans.

## Periodificació
La classificació antic, mitjà i recent pot aplicar-se a diferents nivells. S'ha acordat utilitzar I, II, III per al segon nivell, A, B, C per al tercer nivell, 1, 2, 3 per al quart, i a, b, c per al cinquè. No tots els nivells són presents a cada lloc.
El període hel·làdic se subdivideix en:
| Període              | Dates aproximades |
| -------------------- | ----------------- |
| Hel·làdic antic I    | 2800-2500 aC      |
| Hel·làdic antic II   | 2500-2300 aC      |
| Hel·làdic antic III  | 2300-2100 aC      |
| Hel·làdic mitjà      | 2100-1550 aC      |
| Hel·làdic recent I   | 1550-1500 aC      |
| Hel·làdic recent II  | 1500-1400 aC      |
| Hel·làdic recent III | 1400-1060 aC      |

## Hel·làdic recent
En aquest subperíode, va ser l'apogeu de la civilització micènica sota les noves influències de la Creta minoica i les Cíclades.
Es practicava l'escriptura lineal B.
Al període hel·làdic, li seguí l'anomenada «edat fosca».